# دانشگاه نیو انگلند (آمریکا)
دانشگاه نیوانگلند (آمریکا) (به انگلیسی: (University of New England (United States) یک دانشگاه خصوصی، مستقل و مختلط است که دارای دو واحد آموزشی در ایالت «مین» است یکی از آنها در «بیدفورد» و دیگری در «پورتلند» قرار دارند.
دانشگاه در زمینه‌های بهداشت، هنرهای آزاد، علوم، تاریخ، زبان، بازرگانی، ارتباطات و آموزش و پرورش دانشجو می‌پذیرد.
در گزارش «یواس نیوز» دانشگاه به عنوان یکی از بهترین دانشگاه‌های شمال آمریکا که در مقاطع تحصیلی لیسانس و فوق لیسانس ارائه مدرک می‌کند، یاد شده است.